# Campi di Ras al-Ayn
I campi di Ras al-Ayn (o di Ras ul-Ain) furono dei campi di sterminio nel deserto siriano posti vicino alla città di Ra's al-'Ayn, dove molti armeni furono deportati e massacrati durante il genocidio armeno. Il sito è diventato "sinonimo della sofferenza armena".

## Storia
Ras al-Ayn divenne un importante luogo di raccolta per gli armeni deportati dall'Anatolia. Nel settembre del 1915 i gruppi di profughi (solitamente composti da donne e bambini) cominciarono ad arrivare dopo il faticoso viaggio. Nell'aprile 1916 il console tedesco riferì "di nuovo il massacro a Ras ul Ain": " Ogni giorno da 300 a 500 deportati vengono portati fuori dal campo di concentramento e massacrati a una distanza di 10 km da Ras ul Ain". Nell'estate del 1916 nuove serie di massacri furono improvvisate dal governo turco nelle aree di Deir ez-Zor, Rakka e Ras ul-Ain. Nel 1916, oltre 80000 armeni furono massacrati a Ras al-Ayn. Secondo quanto riferito, in un solo giorno 300-400 donne arrivarono ai campi completamente nude e vennero saccheggiate da ceceni e dalle gendarmerie locali: "Tutti i corpi, nessuno escluso, erano completamente nudi e le ferite che erano state inflitte hanno dimostrato che le vittime erano state uccise, dopo essere state sottoposte a brutalità indicibili". "Non c'era niente di sbagliato nel rapinare e uccidere i deportati", poiché il kaimakam (governatore) locale aveva ordinato di massacrare gli armeni deportati. Daurri (Diirri) Bey, figlio del turco Defterdar Djemal Bey di Aleppo, era l'alto boia ufficiale degli armeni a Ras-el-Ain. "Questo bruto, dopo averle derubate dei loro gioielli,sceglieva le ragazze più giovani di buona famiglia e le teneva per un harem.
Diverse volte,gli interi campi a Ras ul-Ayn sono stati liquidati come una persecuzione contro le epidemie di tifo. Secondo l'ambasciatore statunitense Henry Morgenthau, Sr., fino a Ras-ul-Ain l'esistenza di viaggiatori armeni in miseria "è stato un orrore prolungato".

## Deportati celebri
- Aram Andonian
- Hovhannes Kımpetyan (1894-1915), poeta ed educatore, morì durante la deportazione a Ras ul-Ain all'età di ventuno anni.[12]

## Riferimenti nella cultura di massa
Alcune scene del film del 2014 "Il padre" utilizzano una rappresentazione del campo.